# Unibacteria
Sous-règne
Unibacteria est un sous-règne dans le règne des bactéries.
Il inclut toutes les bactéries gram-positives (embranchement Posibacteria) ainsi que l'embranchement Archaebacteria. Ce taxon est paraphylétique car il exclut l'empire Eukaryota.
Monodermata est un synonyme junior proposé la même année par un autre auteur.
Par glissement de sens, l'adjectif monoderme qualifie, indépendamment de toute classification, les bactéries (sensu Woese) ayant une seule membrane.
Ce terme n'est plus utilisé car il ne correspond plus à la séparation qui est faite chez les procaryotes, archaea et eubactéries, le premier groupe regroupant les négibacteria et les posibacteria, les archaea ne faisant partie d'aucun de ces deux groupes.

## Morphologie
Les unibactéries se caractérisent par l'absence d'une membrane externe : elles n'ont qu'une membrane plasmique, contrairement aux négibactéries. On dit que ces bactéries sont monodermes (par référence au terme de Gupta) ou unimembranées (par référence au clade unimembrana).